# David Hopkin
Pour les articles homonymes, voir Hopkin.
David Hopkin, né le 21 août 1970 à Greenock (Écosse), est un footballeur écossais, qui évoluait au poste de milieu de terrain à Leeds United et en équipe d'Écosse. 
Hopkin a marqué deux buts lors de ses sept sélections avec l'équipe d'Écosse entre 1997 et 1999.

## Carrière de joueur
- 1989-1992 : Greenock Morton
- 1992-1995 : Chelsea FC
- 1995-1997 : Crystal Palace
- 1997-2000 : Leeds United
- 2000-2001 : Bradford City
- 2001-2002 : Crystal Palace
- 2002-2003 : Greenock Morton

## Palmarès

### En équipe nationale
- 7 sélections et 2 buts avec l'équipe d'Écosse entre 1997 et 1999.

### Avec Greenock Morton
- Vainqueur du Championnat d'Écosse de football D4 en 2003.

## Carrière d'entraineur
- jan. 2016-2018 :  Livingston FC
- sep. 2018-fév. 2019 :  Bradford City AFC
- depuis 2019[1] :  Greenock Morton